# National Electric Drag Racing Association
De National Electric Drag Racing Association (NEDRA) is een Amerikaanse bond die dragraces met elektrische motorfietsen organiseert.